# Глинике (Нордбан)
Глинике (њем. Glienicke/Nordbahn) град је у њемачкој савезној држави Бранденбург. Једно је од 19 општинских средишта округа Оберхафел. Према процјени из 2010. у граду је живјело 10.461 становника. Посједује регионалну шифру (AGS) 12065096.

## Географски и демографски подаци
Глинике се налази у савезној држави Бранденбург у округу Оберхафел. Град се налази на надморској висини од 55 метара. Површина општине износи 4,6 km². У самом граду је, према процјени из 2011. године, живјело 11.085 становника. Просјечна густина становништва износи 2.410 становника/km².